# GroEL
GroEL és una proteïna que pertany a la família de les xaperonines de les xaperones moleculars, i es troba en molts bacteris. És necessari per al correcte plegament de moltes proteïnes. Per funcionar correctament, GroEL requereix el complex de proteïnes de la coxaperonina, semblant a la tapa, GroES. En els eucariotes, les proteïnes d'orgànuls Hsp60 i Hsp10 són estructuralment i funcionalment gairebé idèntiques a GroEL i GroES, respectivament, a causa del seu origen endosimbiòtic.

## Mecanisme
Dins de la cèl·lula, el procés de plegament de proteïnes mediades per GroEL / ES implica múltiples rondes d’unió, encapsulació i alliberament de proteïna del substrat. Les proteïnes del substrat desplegades s'uneixen a una regió d’unió hidròfoba a la vora interior de la cavitat oberta de GroEL, formant un complex binari amb la xaperonina. La unió de la proteïna del substrat d'aquesta manera, a més de la unió d' ATP, indueix un canvi conformacional que permet l'associació del complex binari amb una estructura de tapa separada, GroES. La unió de GroES a la cavitat oberta de la xaperonina indueix les subunitats individuals de la xaperonina a girar de manera que el lloc d'unió del substrat hidrofòbic s'elimini de l'interior de la cavitat, provocant que la proteïna del substrat s'expulsi de la vora a la cambra ara en gran part hidròfila. L'entorn hidrofílic de la cambra afavoreix l'ocultació de residus hidrofòbics del substrat, induint el plegament del substrat. La hidròlisi de l'ATP i la unió d'una nova proteïna de substrat a la cavitat oposada envia un senyal al·lostèric que provoca l'alliberament de GroES i la proteïna encapsulada al citosol. Una determinada proteïna experimentarà múltiples rondes de plegament, tornant cada vegada al seu estat original desplegat, fins que s'aconsegueixi la conformació nativa o una estructura intermèdia compromesa a assolir l'estat natiu. Com a alternativa, el substrat pot sucumbir a una reacció de la competència, com ara plegament erroni i agregació amb altres proteïnes mal plegades.

## Estructura
Estructuralment, GroEL és un tetradecàmer de doble anell, amb els anells cis i trans que consten de set subunitats cadascun. Els canvis conformacionals que es produeixen a la cavitat central de GroEL fan que l’interior de GroEL es converteixi en hidròfil, en lloc d’hidrofòbic, i és probable que faciliti el plegament de les proteïnes.

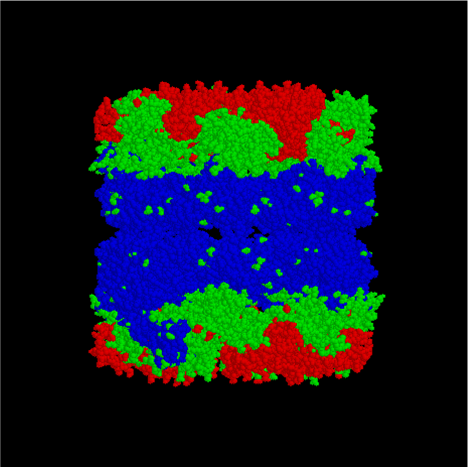
GroEL (vista lateral)
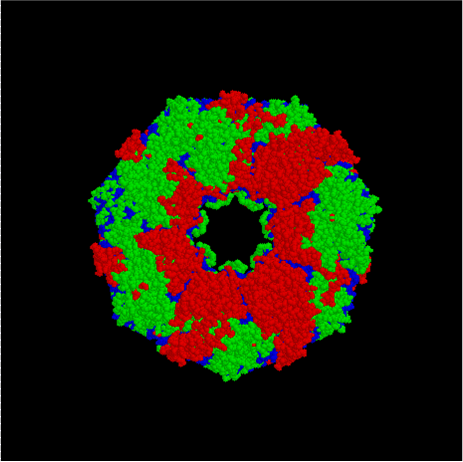
GroEL (vista superior)
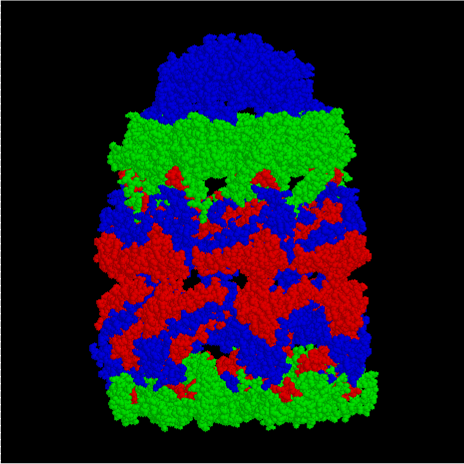
Complex GroES/GroEL (lateral)
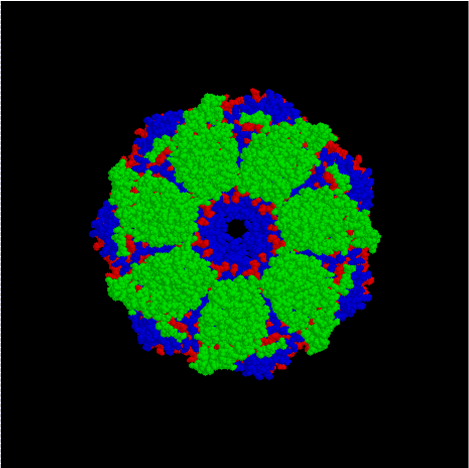
Complex GroES/GroEL (superior)